# Bert Veldkamp (bassist)

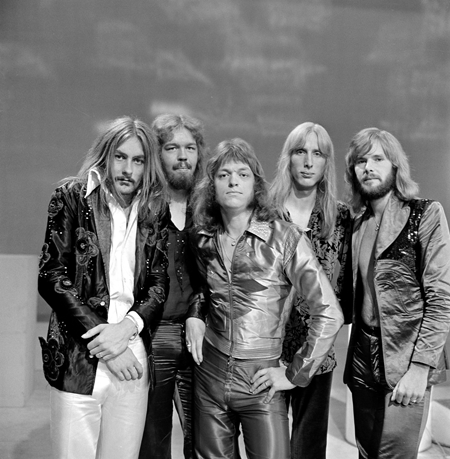
Kayak in 1974; Veldkamp geheel rechts

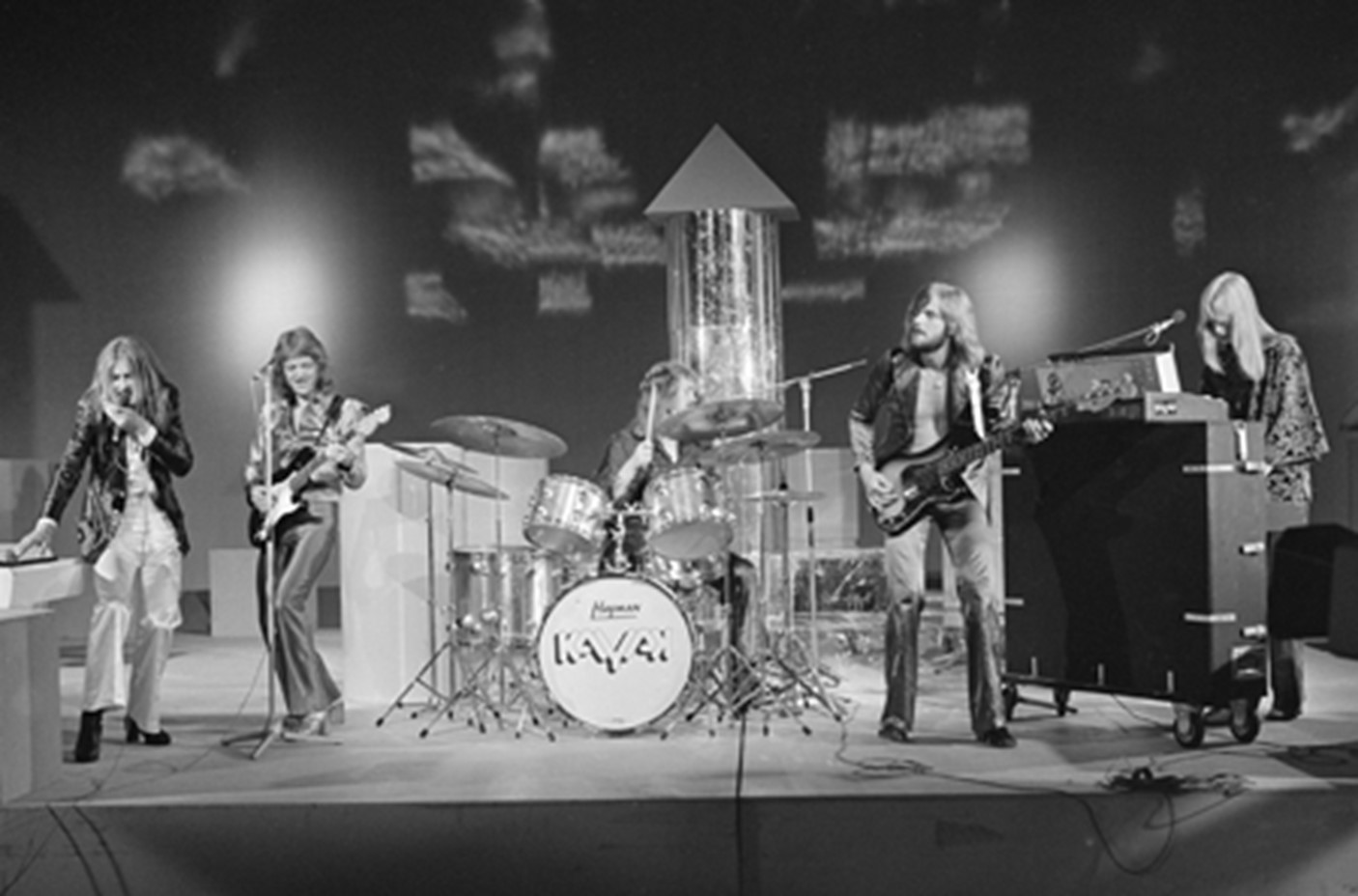
Kayak in 1974; Veldkamp tweede van rechts

Bert Veldkamp (12 juli 1952 – 10 november 2024) was een Nederlands basgitarist.
Hij is geboren in Zwolle en groeide op in Groningen. Hij was al vanaf zijn dertiende bezig met de basgitaar, maar heeft er naar eigen zeggen geen opleiding voor gehad. Hij had zitting in een behoorlijk aantal bandjes, waaronder:
- The Humps, coverband met muziek van onder meer The Beatles, The Kinks, Jimi Hendrix en Led Zeppelin (1965-1969); later overgegaan in Powerplay (1969-1970); overgegaan in
- Kangaroo/The Zoo (1970-193), dat een aantal singles en het album Zoo Music (1973) uitbracht (tot 1974); manager Frits Hirschland
- Kayak, startend met album Royal Bed Bouncer en eindigend met The Last Encore, manager Frits Hirschland
- Frontpage (1982) met single Portugal
- Europe, doorstart van Kayak in periode 1982-1984
- Kayak 1999-2005 (als semiprofessional; hij was arbeidsdeskundige)
- Stroatklinkers (af en aan tussen 1993 en 2016).

Kayak kwam bij een eigen optreden in Groningen kijken bij The Zoo en een paar maanden later belden ze Veldkamp op voor basgitaar en achtergrondzang. Beste herinnering van Veldkamp aan Kayak zijn de opnamen van het album The last encore in Brussel.  In zijn ogen was het beste album van Kayak Starlight dancer, maar toen was hij al vertrokken. Uit zijn begintijd is hij nog steeds bevriend met Kayak-gitarist Johan Slager met wie hij ook even in Ekseption heeft gespeeld.
Veldkamp overleed op 72-jarige leeftijd aan de gevolgen van alvleesklierkanker.